# تپه قلعه کهنه باغله علیا
تپه قلعه کهنه باغله علیا مربوط به دوره اشکانیان است و در شهرستان سنقر، بخش کلیائی، روستای باغله علیا واقع شده و این اثر در تاریخ ۱۱ مرداد ۱۳۸۴ با شمارهٔ ثبت ۱۲۵۱۸ به‌عنوان یکی از آثار ملی ایران به ثبت رسیده است.